# Fortunatus II.
Fortunatus II., auch Fortunatus von Grado, seltener von Triest (* in Triest; † 12. März 825 oder 826 in Rom), war möglicherweise Bischof von Treviso (ab 777), von 806 bis 810 von Pula und von 803/810 bis etwa 820 Patriarch von Grado. Er gilt im Kampf zwischen dem fränkischen und dem byzantinischen Kaiser als Exponent der pro-fränkischen Partei. Nach Roberto Cessi und Gherardo Ortalli war die Erhebung zum Patriarchen Ausdruck des Misstrauens gegen die Dogen von Venedig, mit dem Ziel, deren pro-byzantinische Ausrichtung umzukehren. Simone Dellagiacoma galt er als größter der 60 Patriarchen von Grado, die zwischen 725 und 1451 herrschten. Entweder weil er sich einer Verschwörung gegen den Dogen von Venedig anschloss, oder weil er Ljudewit, einen vielleicht frühkroatischen Regionalherrscher, gegen die Franken unterstützte, musste er nach Konstantinopel fliehen. Von dort kehrte er um 824/25 zurück, starb jedoch auf dem Weg nach Rom oder in der Stadt. Als Abt von Moyenmoutier wurde er dort beigesetzt.

## Leben
777 wurde der in Triest geborene Fortunatus möglicherweise zum Bischof von Treviso erhoben, das die Franken kurz zuvor von den Langobarden erobert und zur Hauptstadt ihrer Markgrafschaft Verona gemacht hatten. Fortunatus suchte im Laufe der darauf folgenden Jahre erfolgreich das Bündnis mit den Franken unter Karl dem Großen. Nicht bestätigen lässt sich, wie es in einer Anmerkung des 12. Jahrhunderts in der ältesten Patriarchenliste heißt, eine Erhebung zum Bischof von Triest.

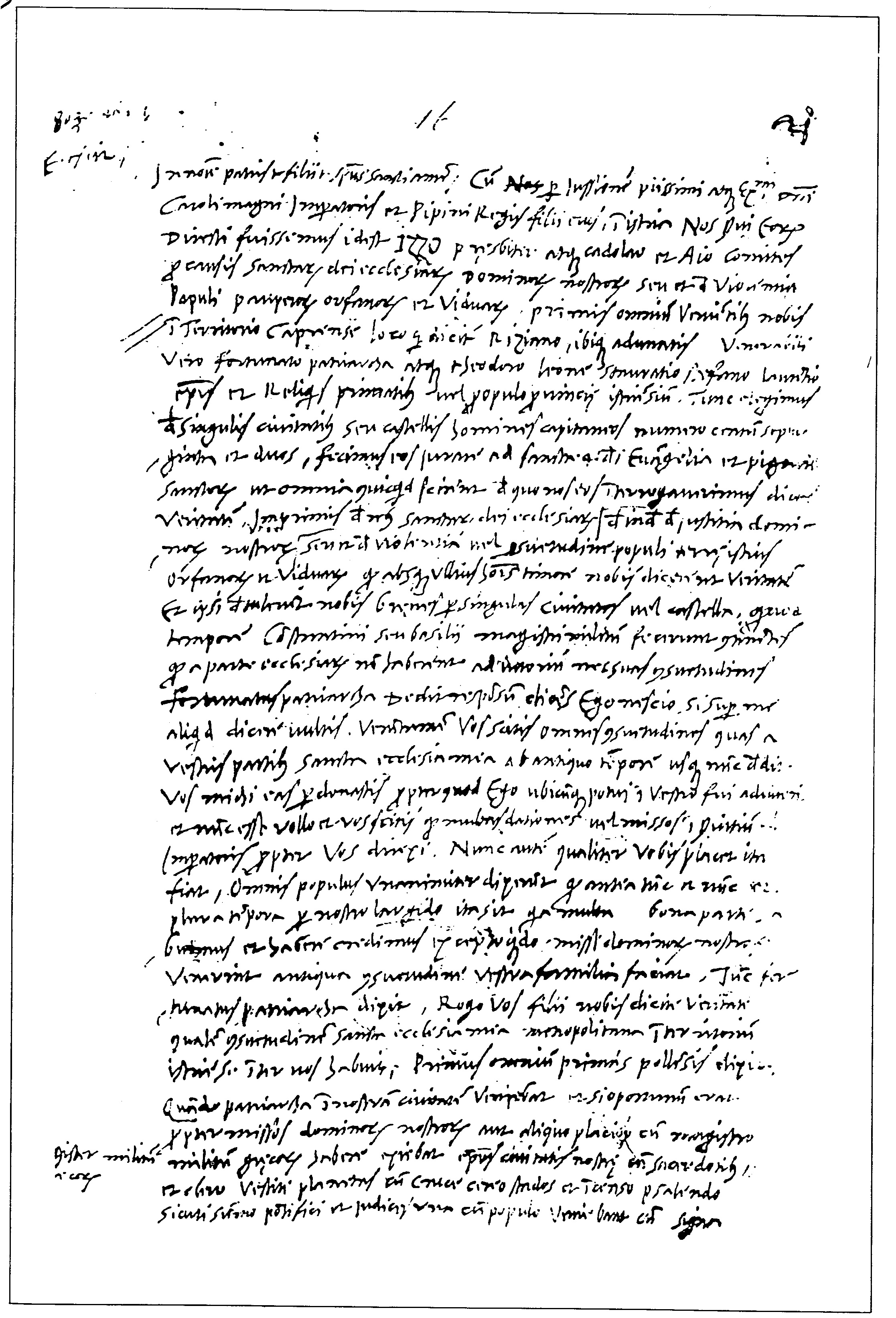
Das Placitum vom Risano, benannt nach einem Fluss bei Capodistria, mit 172 Zeugen. Es erwähnt erstmals Slawen im Umkreis von Triest und sammelt Beschwerden gegen erhöhte Dienste, Übergriffe und dergl. Gezeichnet wurde es auch von Fortunatus, zu dieser Zeit noch Bischof von Pula.

Nachdem sein Onkel Johannes, der Patriarch von Grado und des Fortunatus Vorgänger im Amt, 802 auf Veranlassung des gleichnamigen venezianischen Dogen Johannes ermordet worden war, wurde Fortunatus der Nachfolger des ermordeten Patriarchen. Er ließ sich 803 durch Kaiser Karl und Papst Leo III. in seinem Amt bestätigen. Das Pallium erhielt er am 23. März 803.
Zunächst versuchte er, die beiden Dogen Johannes Galbaius und seinen Sohn Mauritius (II.) zu stürzen, um Rache an den Mördern seines Vorgängers zu nehmen. Doch scheiterte der Plan. Stattdessen musste er zusammen mit seinem Verwandten und Verbündeten Obelerius nach Treviso fliehen, um sich dort unter den Schutz der Franken zu stellen. Nachdem die beiden Dogen 804 schließlich mit fränkischer Unterstützung gestürzt worden waren, trat Fortunatus’ Vertrauter Obelerius das Amt des Dogen an.
Am fränkischen Hof erhielt Fortunatus im März 803 ein Diplom, in dem ihm Immunität angesichts seiner Verdienste zugesprochen wurde, ebenso wie seinen Klerikern und Gefolgsleuten. In einem möglicherweise zur gleichen Zeit ausgestellten Diplom erhielt er zudem Abgabenfreiheit beim Transit in jedem Ort des Reiches für vier seiner Schiffe. Damit dürfte er schnell wirtschaftlich unabhängig geworden sein. Darüber hinaus erhielt er die Abtei Moyenmoutier als Benefizium. Während seiner Abwesenheit wurde Grado vom Dukat Venedig eingenommen. Dies konnten die Franken kaum hinnehmen.
Zwar förderte Karl die Kirche auch im Nordosten Italiens, doch standen dieser Förderung Rivalitäten, wie die zwischen Aquileia und Grado im Wege. Dies galt etwa für Istrien, wo Karl einerseits die Rechte Aquileias stärken wollte, andererseits war Fortunatus wichtig für den gemeinsamen Kampf gegen die pro-byzantinischen Gruppen in der oberen Adria. Daher wandte er sich 803 an Fortunatus als „Venetiarum et Istriensium patriarcha“, womit er dessen Obödienzforderungen mit Blick auf die istrischen Bistümer, allen voran Pola, legitimierte. Fortunatus begab sich nach dem venezianischen Militärschlag nach Istrien, wo er 804 zusammen mit fünf Bischöfen und anderen Vertretern aus seinem Geburtsort Triest, sowie von Istrien, den Beschluss von Risano, das Placito del Risano initiierte. Der Patriarch und sein Gefolge legten den Königsboten (Missi Dominici) Kaiser Karls ihre Forderungen vor, die zum Großteil anerkannt wurden. Der Region wurde weitgehende Zollfreiheit gewährt, und – was im fränkischen Feudalsystem ein ungewöhnliches Recht war – die Erlaubnis, seine inneren Angelegenheiten selbst zu regeln und seine Bischöfe und Beamten eigenständig zu wählen.
805 musste Fortunatus Grado zum ersten Mal verlassen. Er wurde durch den Diakon Johannes ersetzt, von dem eine Inschrift in Grado erhalten ist. Sie lautet: „Iohannes siquidem patriarcha, qui per quattuor annorum spacia Gradensem sedem vivente pastore usurpavit, sinodali censura depositu est“. Der Patriarch usurpierte demnach vier Jahre lang den Patriarchenstuhl, also bis 809.
Im Zuge dieser „Usurpation“ wurde Fortunatus auf Initiative Karls, der sich an den Papst wandte, zum Bischof von Pula auf Istrien erhoben, ein Amt, das er bis 810 ausfüllte. Da Fortunatus formal weiterhin das Amt des Patriarchen von Grado innehatte, lehnte Papst Leo III. dessen Ernennung zum Bischof von Pola zunächst ab. Erst nach der Vereinbarung, den Bischofsstuhl in Pola wieder zu räumen, sobald er seinen Sitz in Grado, den er „propter persecutionem Grecorum seu Veneticorum“ eingebüßt hatte, wieder einnehmen konnte, bestätigte der Papst Fortunatus in seinem Amt als Bischof von Pola. Karl soll sich, nach einer Anspielung des Verfassers der Chronica de singulis patriarchis Nove Aquileie, Fortunatus als spirituellen Vater gewünscht haben. Der Papst hingegen ermahnte den Kaiser, nicht auf die Apologeten des Fortunatus zu hören, denn sein ganzes Verhalten sei eines Erzbischofs unwürdig, und die besagten Apologeten seien korrumpiert worden. Diesen Vorwurf bestätigt wohl die Zurückgewinnung von Gütern durch den Nachfolger des Fortunatus, den Patriarchen Venerius, der die besagten Güter seinem Neffen Domenico vermacht hatte.

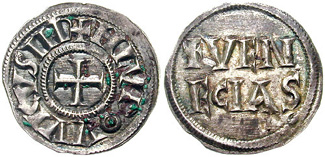
Denar aus der Zeit Ludwigs des Frommen

810 eroberte König Pippin von Italien, einer der Söhne Karls des Großen, eine Reihe von Orten in der Lagune von Venedig. Obwohl sich die Venezianer der fränkischen Invasion erfolgreich (?) widersetzten und Obelerio aufgrund seines Bündnisses mit den Franken von seinem Dogenamt zurücktreten musste, konnte Fortunatus nach Grado zurückkehren. Karl erkannte 810 an, dass die Lagune zum östlichen Kaiserreich gehörte. Damit verloren die ehrgeizigen Pläne des Fortunatus ihre Grundlage, auch wenn noch eine Quelle aus dem Jahr 819 ihn als ‚Patriarchen der Kirche von Aquileia und von Grado‘ bezeichnet. Im Patriarchat Grado wuchs in den folgenden Jahren der kulturelle Einfluss der Franken, wie sich an Kunstwerken der Zeit erweisen lässt.
815 erneuerte Karls Sohn Ludwig der Fromme auf Veranlassung von Fortunatus das Recht für die istrische Region, ihre Bischöfe und Beamten selbst zu erheben. Noch 820 beteiligte sich Fortunatus an einer Verschwörung zum Sturz des neuen Dogen von Venedig, des Agnello Particiaco. Das Komplott flog jedoch auf und Fortunatus wurde verbannt; wie der venezianische Chronist Johannes Diaconus behauptet, nach 27 Jahren der Herrschaft. Sein Amt als Patriarch von Grado übernahm der Abt von San Servolo als Johannes V.
Nach fränkischen Quellen wurde Fortunatus jedoch aus ganz anderen Gründen gestürzt. Er soll 821 eine Rebellion in Pannonia inferior unter Führung des Ljudewit unterstützt haben, dessen Herrschaftskern um das kroatische Sisak lag. Es kam zu einem Krieg, den die Franken siegreich beendeten; Konstantinopel war wohl nicht in der Lage, die Rebellion zu unterstützen. Dieser Sieg lässt sich auch archäologisch nachweisen, denn im Westen Kroatiens verschwand eine eigenwillige archäologische Kultur mit Beziehungen nach Böhmen.
Nach einer Aufforderung, sich an den kaiserlichen Hof zu begeben, reiste Fortunatus nach Istrien, um Gehorsam vorzutäuschen – immerhin war er als Abt von Moyenmoutier dem Kaiser zu Gehorsam verpflichtet –, floh jedoch bald darauf nach Zara, also in den byzantinischen Machtbereich. Der dortige Präfekt der Provinz Dalmatien ließ den Geflohenen sogleich nach Konstantinopel bringen. Entweder hatte der Vertrag von Aachen ab 812 zu einer Veränderung der Beziehungen zwischen Franken und Byzantinern auch im Raum Grado-Istrien geführt, oder Kaiser Ludwig hatte die bis 814 von seinem Vater geführte Politik der Protektion aufgegeben. Fortunatus hielt sich bis 824 in der byzantinischen Hauptstadt auf. Ob er den Aufenthalt, über den nichts weiter bekannt ist, nutzte, um Reliquien oder Schmuck für seine Gradeser Kirche zu erwerben, ist aus den erzählenden Quellen nicht zu belegen.

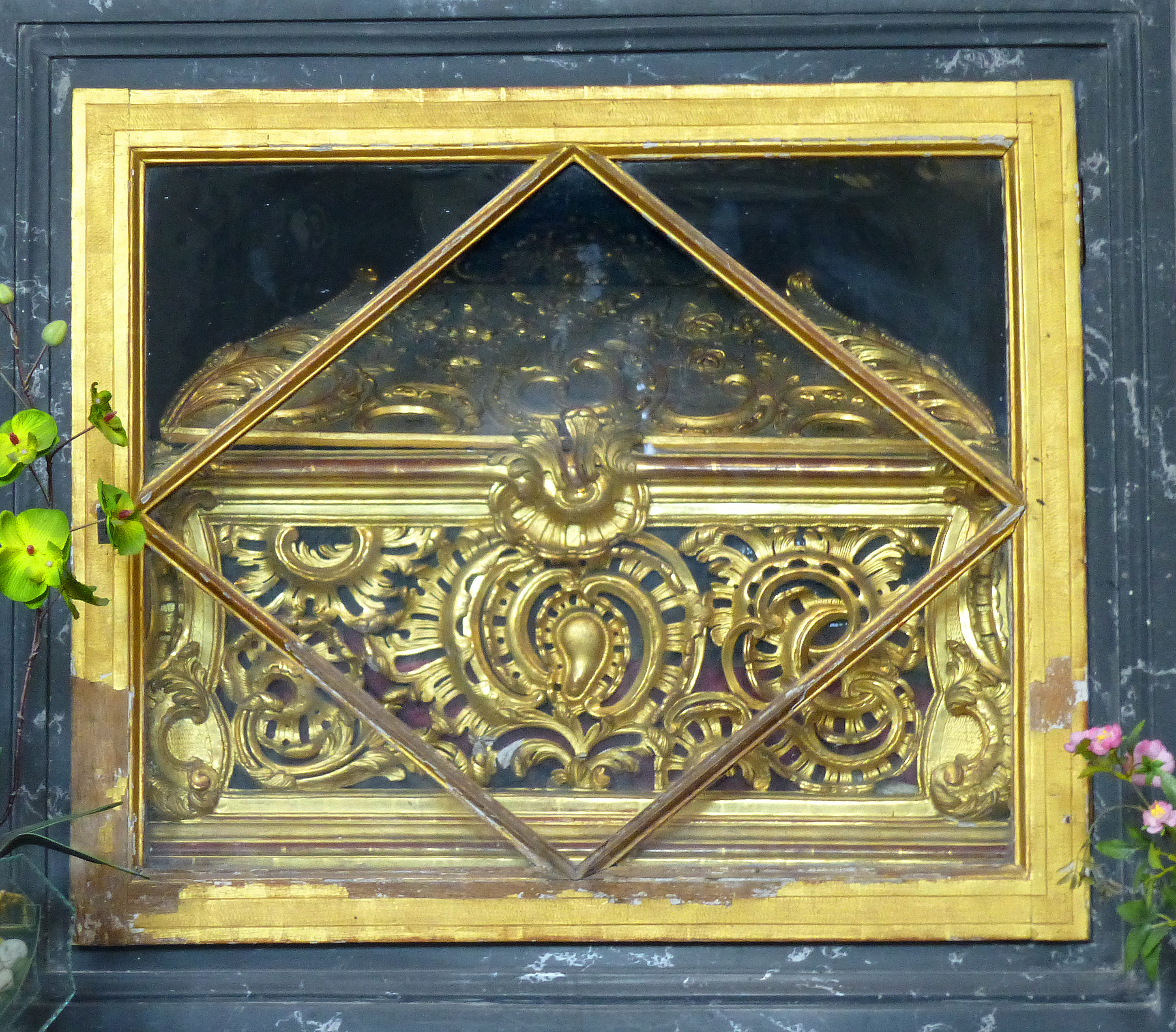
Reliquienschrein des hl. Hydulph im Kloster Moyenmoutier

Fortunatus kehrte mit einer Gruppe von byzantinischen Gesandten an den fränkischen Hof zurück, wohl um seine Rückkehr auf den Patriarchensitz zu betreiben. Doch Ludwig verwies den abgesetzten Patriarchen an Rom. Nach dem Chronisten von Moyenmoutier starb er 826 während dieses Aufenthalts in Rom, während er nach Johannes Diaconus noch auf fränkischem Gebiet sein Leben beendete. Die besagten fränkischen Quellen interessieren sich nicht mehr für Fortunatus, seit er von Ludwig nach Rom geschickt worden war. Im Dezember 824 hielt sich der Patriarch in seinem fränkischen Kloster Moyenmoutier auf. Ein Chronist des frühen 11. Jahrhunderts, der in seinem Liber de sancti Hidulfi successoribus über die Nachfolger des hl. Idulfo oder Hydulphe von Moyenmoutier († 707) schreibt: „Mira autem dispositione divinitatis repertus est ibidem Fortunatus patriarcha venerabilis, qui gratia salutandi famosum principem, ab Hierosalimis peregre disgressus erat“, Fortunatus sei also aus Jerusalem zurückgekehrt. Derselbe Chronist berichtet zudem, wie Fortunatus einige Jahre zuvor eine Gesandtschaft im Auftrag Kaiser Karls an Harun ar-Raschid geschickt habe, wobei unklar bleibt, ob er womöglich selbst an dieser Gesandtschaft teilgenommen hat.
Nach den Nekrologien des Klosters Moyenmoutier starb Fortunatus am 12. März, wohl spätestens im Jahr 825 oder 826, auch der 26. Februar wird angegeben. Er wurde im Kloster nahe dem Altar Gregors des Großen beigesetzt. In einer Art Brief, möglicherweise aus dem byzantinischen Exil, den er an seine Kleriker in Grado gesandt hatte, und der einem Testament ähnelt, listet Fortunatus seine Verdienste um die Gradenser Kirche auf, und er gibt seiner Hoffnung auf eine baldige Rückkehr Ausdruck. Das Dokument ist nicht datiert. Inzwischen wird diese Quelle eher als Exzerpt einer Gerichtsakte aufgefasst, in der der Patriarch versuchte, seine Verdienste in den Vordergrund zu rücken, während er beschuldigt wurde, die Gradeser Kirche bestohlen zu haben.

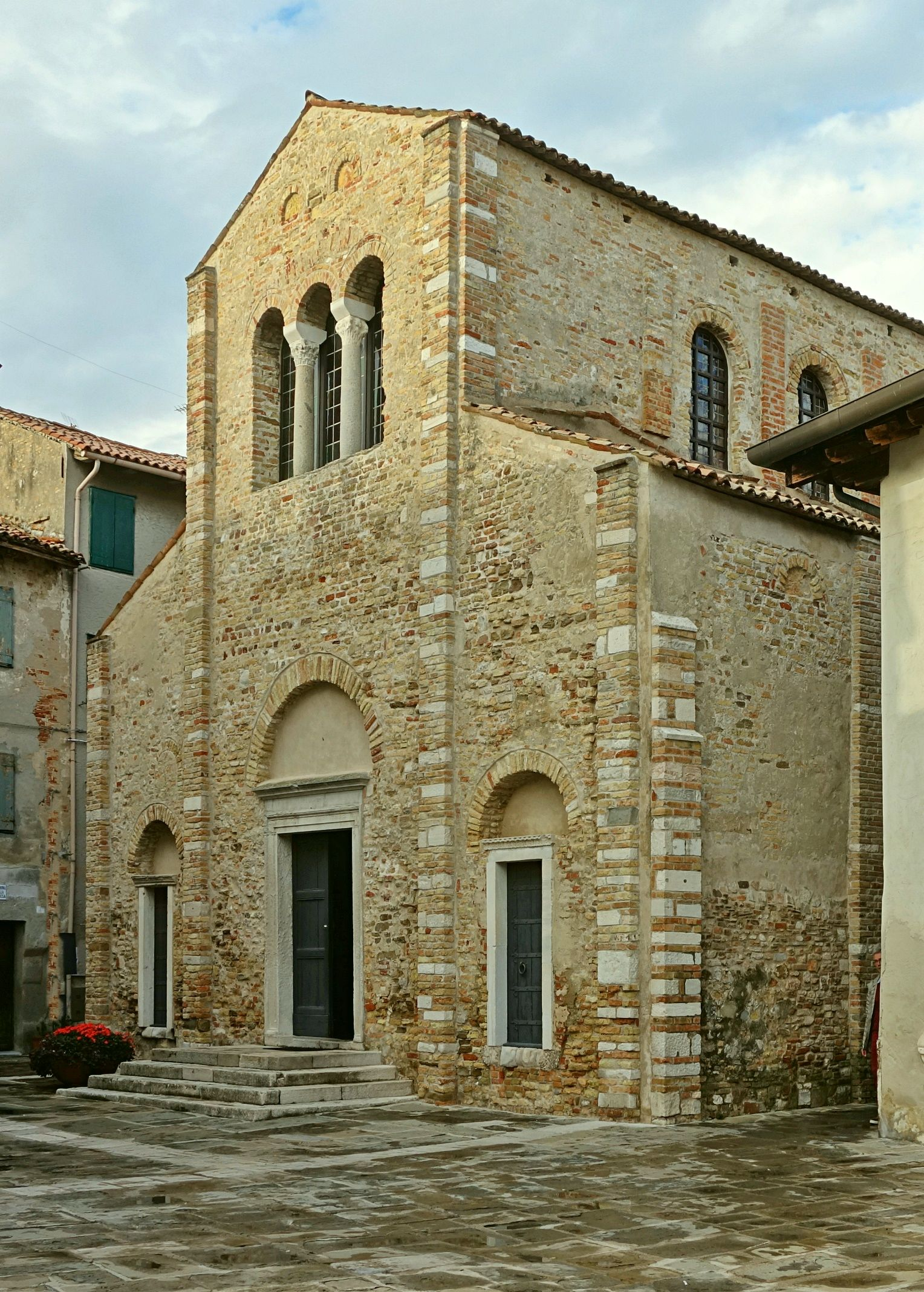
Santa Maria delle Grazie

Ein archäologischer Fund spricht für einen Aufenthalt Fortunatus’ in Jerusalem. Während der Ausgrabungen an der Gradeser Kirche S. Maria delle Grazie kam 1925 an einem Ziborium eine Inschrift zu Tage, die stark fragmentiert war (Grado, Museo Lapidario). Ihren Sinn zu entschlüsseln gelang aufgrund dessen über Jahrzehnte nicht, zumal einige Buchstaben fehlen, und die nachträgliche Reihung der Fragmente keinen sinnvollen Text ergab. Maurizio Buora schlug 2017 als Lesung „GLORIO(sis) TEMPORIB(u)S TER B – caput - EATI M[VN]ER(a) Q(uae) E SION [DVX]IT SE(cum)“ vor, wobei auch „[tul]IT“ denkbar sei. Dabei stehe „Sion“ für „Jerusalem“ (S. 36–38), die Inschrift erinnere also an besagten Aufenthalt in Jerusalem und die „munera“, die Fortunatus mitgebracht habe.
Dies ist insofern von Bedeutung, als bekannt ist, dass Harun ar-Raschid ein Stück des Kreuzes Christi an den Frankenkaiser schicken ließ, das Helena, die Mutter Konstantins des Großen erhalten hatte. Auch in Grado befindet sich ein Stück des besagten Kreuzes, und damit eine der bedeutendsten Reliquien. Obwohl das Behältnis deutlich jünger ist, mag es sich um eine Reliquie handeln, die Fortunatus beschafft hatte. Die zeitliche Nähe zum Raub der Reliquien des Evangelisten Markus im Jahr 829 aus Alexandria macht dieses Szenario, so Maurizio Buora, noch wahrscheinlicher. Zudem liege die Vermutung nahe, dass Fortunatus mit diesen Stiftungen an die Gradeser Kirche seine Rückkehr vorbereiten wollte.

## Rezeption
Pietro Marcello vermerkte 1502 in seinen später ins Volgare unter dem Titel Vite de'prencipi di Vinegia übersetzten Werk, dass es „Mauritio Galbaio“ gelungen sei, was bis dahin niemand geschafft hatte, nämlich seinen Sohn zu seinem Nachfolger zu machen. Marcello tadelt Johannes vor allem wegen seines Verhaltens gegenüber dem Patriarchen Fortunatus und der darauf folgenden militärischen Intervention Pippins. Fortunatus, der fliehen musste, nachdem seine Verschwörung gegen die Dogen aufgeflogen war, habe gegenüber Karl schlecht über die Venezianer gesprochen und ihn so aufgebracht („lo attizzò in tal modo“), dass er seinem Sohn den besagten Befehl erteilt habe, Venedig zu erobern.
Francesco Sansovino (1512–1586) glaubt in seinem 1587 in Venedig erschienenen Opus Delle cose notabili della città di Venetia, Libri II an eine Verschwörung (‚congiura‘), geführt von Obelerio und Fortunatus, dem Neffen des ermordeten Patriarchen von Grado, die „i dogi“ (‚die Dogen‘) 804 zur Flucht gezwungen habe.
In der Übersetzung der Historia Veneta des Alessandro Maria Vianoli, die 1686 in Nürnberg unter dem Titel Der Venetianischen Hertzogen Leben / Regierung, und Absterben / Von dem Ersten Paulutio Anafesto an / biss auf den itzt-regierenden Marcum Antonium Justiniani erschien, war der von einem Turm gestürzte Patriarch Johannes von Grado „ein sehr aufrichtig und redlicher Mann“, dessen Ermordung zur Folge hatte, dass die Venezianer begannen, die beiden Exponenten Fortunatus und Obelerio, „den damaligen Zunfftmeister zu Malamocco“, „wider sie anzuhetzen“. Dabei habe sich Fortunatus „festiglich vorgenommen / den unbillich und unverschuldeten Tod seines Vorfahre / dadurch an ihnen zu rächen“ (S. 67). Doch die Verschwörung wurde aufgedeckt – „weilen sie nicht am allerbesten angegriffen/noch mit derjenigen nothwendigen Verschwiegenheit … verknüpfet worden“ – und Fortunatus und Obelerio mussten mitsamt ihren Anhängern fliehen.
Johann Friedrich LeBret wusste ab 1769 in seiner Staatsgeschichte der Republik Venedig, dass, nachdem Obelerius von den nach Treviso geflohenen Anhängern des Fortunatus und den in Venedig verbliebenen, anti-dynastisch denkenden „Adeligen“ zum „Herzoge“ gewählt worden war, „das bloße Gerücht von dieser Ausrufung“, „Johannes und Morizen so furchtsam“ gemacht habe, dass sie sich entschlossen zu fliehen. Wie die Dogen, so floh auch der von den beiden Dogen eingesetzte Bischof „Christoph“  nach „Frankreich“ und durfte gleichfalls nie zurückkehren. Johannes habe, als er noch im Amt war, den misstrauischen Pippin dadurch zu neutralisieren versucht, dass „Nicephorus“, der Ostkaiser Nikephoros I. also, eine Flotte schicken möge, um „Pipin im Zaume zu halten“ (S. 123). Obelerius kam laut LeBret erst nach Venedig, nachdem er von der Flucht der Dogen erfahren hatte. Antreiber des Umsturzversuches, der seinerzeit gescheitert war, war Fortunatus, der sich berechtigt gefühlt habe, Rache für den Tod seines Vorgängers zu nehmen (S. 122). In einem Brief Papst Leos an Karl erklärt der Papst, dass Fortunatus sich „besser an einen Hof, als zur Seelensorge schicke“. „Fortunatus, der unruhige Patriarch von Grado, welcher bey der ganzen Zerrüttung des Staates, zum Verderben desselben, seine Rolle so meisterhaft gespielet, kam aus Frankreich wieder zurück, und brachte den flüchtigen Bischof Christoph von Olivolo mit sich.“ Nicht erklärlich scheint LeBret, warum er Christoph mitbrachte, obwohl ihn sein Vorgänger nicht hatte weihen wollen, und obwohl er ein Anhänger der gestürzten Dogen gewesen war. „Diese beyden Geistlichen müssen also durch eine besondere Verbindung in eine so enge Freundschaft getreten seyn, wovon wir keine Spuren finden.“ Der Autor mutmaßt, Karl selbst habe vielleicht einen Ausgleich zwischen den Klerikern erreicht. Als Fortunatus, „ein Mann voller Ränke“, vor der Flotte des Niketas und damit endgültig fliehen musste, „So ward der Staat von einem Prälaten befreyet, dessen größte Freude es war, wenn das Vaterland in die äußerste Zerrüttung gesetzet wurde.“ (S. 125). Schließlich erwähnt der Autor, dass Fortunatus nach dem Tod seines Gönners Karl im Zusammenhang mit seiner allzu eigenständigen Politik in Ungnade fiel, insbesondere als er „Lintwitus“ unterstützte, dem er „vielen Vorschub“ gab und „viele geschickte Arbeitsleute zukommen“ ließ, „deren er sich zur Befestigung seiner Burgen und Städte bediente“ (S. 140). „Die Sache wurde aber durch einen seiner Priester dem K. Ludwig verrathen, welcher ihn deswegen an seinen Hof berief.“ Fortunatus reiste nach einem Umweg über Istrien nach Zara, wo er byzantinischen Schutz suchte. Infolgedessen wurde Fortunatus, der schon Karl aufgehetzt hatte („da sie aus der Erfahrung wußten, was dieser Mann an dem Hofe Karls des Großen für ein Feuer angeblasen hatte“), abgesetzt. An Fortunatus’ Stelle trat der Abt des „Klosters von dem H. Servulus, Johannes“. Der neue byzantinische Kaiser Michael schickte den nach Konstantinopel geflohenen Fortunatus mit einer Gesandtschaft an Kaiser Ludwigs Hof. Ludwig schickte ihn mit der Gesandtschaft in Begleitung einiger seiner Männer nach Rom, doch starb Fortunatus unterwegs.
Samuele Romanin glaubt im ersten Band seines zehnbändigen Opus  Storia documentata di Venezia, Fortunatus habe eine „Vendetta“ begonnen, um den Tod seines Vorgängers zu rächen, wobei der Autor Johannes Diaconus folgt. Nach diesem gewann Fortunatus vor allem den Obelerius, den Tribunen von Malamocco, aber auch zahlreiche andere Männer zu Komplizen („complici“, S. 136). Bei der Deutung der Verhandlungen zwischen Karl und Nikephoros folgt Romanin den Angaben Andrea Dandolos, nach denen ganz Oberitalien an das Frankenreich gehen sollte, hingegen Venedig und die Städte Dalmatiens, weil sie loyal zu Byzanz standen („costanti nella sincera devozione all'imperio orientale“), ebenso beim Ostreich bleiben sollten, wie dessen süditalienische Gebiete. Auch folgt der Autor des Weiteren Andrea Dandolo, der schildert, wie Fortunatus Karl den Großen aufhetzt, indem er berichtet, die Venezianer würden vollständig Byzanz anhängen – „qui Constantinopolitano Imperio totaliter adhaerere videbantur“ zitiert er Dandolo – und sie hätten seinen Vorgänger ermordet (S. 137). Die Dogen flohen, wobei Vater Johannes nach Mantua ging, sein Sohn Mauritius jedoch am Kaiserhof einen übermächtigen Gegner fand. Hingegen empfahl Fortunatus (diesen Widerspruch löst Romanin auch nicht auf) den Bischof „Cristoforo“. Selbst als ‚sein Freund‘ Obelerius zum Dogen gewählt wurde, konnte dieser es wegen seines frankenfreundlichen Engagements nicht wagen, ihn wieder auf den Patriarchenstuhl zurückzubringen. Zudem war es zwischen Jesolanern und Equilianern zu erneuten Kämpfen gekommen. Die führenden Familien sollen von Equilium und von Grado nach Malamocco übergesiedelt sein. Von Campalto aus betrieb währenddessen Fortunatus seine Rückkehr. Zunächst aber setzte er sich mit Unterstützung Karls auf Istrien fest, wo er Bischof von Pola wurde. Zusammen mit Cristoforo, der wieder Bischof von Olivolo wurde, betrieb er nach der Rückkehr nach Grado die fränkische Sache. Mit der Flotte des Niketas änderten sich die Machtverhältnisse erneut. Ein anderer Cristoforo wurde Bischof von Olivolo. Fortunatus floh ins Frankenreich. Mit dem Friedensvertrag von Aachen erkannte Karl 812 die Sonderrolle Venedigs an und Fortunatus konnte nach Grado zurückkehren (S. 158). Doch 820 stolperte der Patriarch über einen abermaligen Versuch, einen Dogen zu stürzen. Er ging ins Frankenreich, wo er starb, oder, wie andere berichten, in Rom.
August Friedrich Gfrörer († 1861) glaubte in seiner 1872 posthum erschienenen Geschichte Venedigs von seiner Gründung bis zum Jahre 1084, Fortunatus habe sich auch die Bistümer Istriens ausdrücklich unterstellen lassen, die dem Patriarchat 771 durch die Langobarden entzogen worden waren. Dabei betrachtete Karl, wie schon Andrea Dandolo beobachtete, See-Venetien nicht als Teil seines Reiches (S. 97). Dazu passt, so Gfrörer, dass der Franke „Eginhard“ vermerkt: „im Jahre 803 erschien am fränkischen Hofe der Patriarch Fortunatus, kommend aus dem Lande der Griechen“. Fortunatus klagte auch bei Gfrörer, dass die Venezianer seinen Vorgänger ermordet hätten, und „daß die Veneter den Entschluß gefaßt hatten, ganz und gar dem Reiche von Constantinopel anzuhängen“. In Treviso wurde sein Parteigänger Obelerius zum Dogen gewählt, der aus Malamocco stammte, das „als Mittelpunkt der lombardischen Partei, die durch die Macht der Umstände sich allmälig seit dem Sturze des Königs Desiderius in eine fränkische verwandelte“ (S. 98 f.). Fortunatus und Christoph blieben „in dem Dorfe Cypriano (bei Mestre), denn der Eintritt in die Inseln war ihnen verwehrt“. Durch List brachte er einen anderen Johann, den Bischof von Olivolo in seine Gewalt, der jedoch fliehen konnte und sich beim Dogen über seine Misshandlung beschwerte. Dennoch gelang es Fortunatus, zuerst Christoph wieder in Olivolo durchzusetzen, um daraufhin selbst nach Grado zurückzukehren (S. 103). Bis dahin hatte Obelerius wohl die Rückkehr seines Verbündeten nicht durchsetzen können, entweder wegen der griechischen Partei – allenthalben sieht Gfrörer ausschließlich diese und die fränkische Partei am Werk – oder wegen Feinden aus der fränkischen Partei selbst. Demzufolge war es Fortunatus, der auf das Versprechen hin, selbst unterstützt zu werden, nämlich dann von den pro-byzantinischen Gruppen, zuerst den einstigen Gegner Christoph zurückbrachte, um dann wieder seinen Dogensitz einzunehmen.
Nachdem der posthume Herausgeber Johann Baptist von Weiß dem Übersetzer ins Italienische, Pietro Pinton, untersagt hatte, die Aussagen Gfrörers in der Übersetzung zu annotieren, erschien Pintons italienische Fassung im Archivio Veneto in den Jahresbänden XII bis XVI. Allerdings hatte Pinton durchgesetzt, dass er eine eigene Darstellung im besagten Archivio Veneto publizieren durfte, die jedoch erst 1883 erschien. Pinton gelangte in seiner Untersuchung zwar häufig zu gänzlich anderen, weniger spekulativen Ergebnissen, als Gfrörer, jedoch stimmte er im Zusammenhang mit der ersten Dogendynastie dem Autor weitgehend zu. Doch glaubt Pinton, dass Gfrörer mit der Behauptung, dass zum Zeitpunkt der Ermordung des Bischofs schon beinahe alles Land, über das die beiden Dogen herrschten, von den Franken bedroht gewesen sei. Dabei hielt er Gfrörer vor, er komme durch eine falsche Chronologie zu unzutreffenden Schlüssen über die Motivationen der Beteiligten. Dies erweise sich etwa daran, dass er zwar geschrieben habe, dass Andrea Dandolo von Paulus Diaconus abgeschrieben habe, doch danach folge er nur noch dem Werk des Dogen, ohne dass Gfrörer die Unterschiede zwischen den beiden Autoren wahrgenommen habe (S. 40–42). Auch glaubt Pinton nicht daran, dass es unter der Ägide der Franken eine Verschwörung mit anschließender Flucht des Fortunatus gegeben habe, denn nach der Machtübernahme durch Obelerius sei ihm wohl kaum ohne Grund die Rückkehr verwehrt worden (S. 53), und vor allem sei Obelerius, nach Gfrörer eines der Häupter der Fortunatus-Frankenverschwörung, mit einer Flotte zur Rückeroberung Dalmatiens unterstützt, und sein Bruder Beatus mit dem Titel eines Ipato, eines Konsuls, ausgestattet worden (S. 55). Auch ankerte die byzantinische Flotte unter ihm in der Lagune. Insgesamt erkannte Pinton die Verbindungen des Fortunatus mit den Franken zwar an, doch deute Gfrörer die Zusammensetzung der Umstürzler von 804, genauer gesagt ihre jeweilige Rolle im Streit zwischen den Kaiserreichen, unzutreffend.
1861 glaubt Francesco Zanotto in seinem Il Palazzo ducale di Venezia gleichfalls, Fortunatus habe eine „vendetta“ gegen die Galbaii geführt, eine Blutrache, die schließlich von Erfolg gekrönt war. Auf Geheiß Karls des Großen führte diese Tat beide Dogen in die Verbannung.
Für Heinrich Kretschmayr war Fortunatus „ein persönlicher Liebling Karls des Großen“, er war „heftig, ehrgeizig, unstet, erbittert durch den Verwandtenmord, persönlich durch Nachstellungen der griechischen Partei bedroht“. Er war der Vorkämpfer einer fränkischen Partei, aber auch derjenigen, die „Unwillen“ „über die Gewalttat von Grado“ empfanden. Er floh mit seinen Anhängern nach Treviso, „eilte dann allein an den Hof Karls des Großen nach Selz“. Kretschmayr nimmt an, dass die „hochmütige Absage, die seinem Bündnisantrage von Kaiser Nikephoros zuteil geworden“, Ursache war, dass er Fortunatus in seinem Bemühen unterstützte, die „griechentreuen Duces“ zu stürzen. Fortunatus erhielt nicht nur das Kloster Moyenmoutier und die besagten Handelsfreiheiten, sondern auch die Zusage auf Unterordnung der istrischen Bistümer unter Grado. 804 stürzte Obelerius die pro-byzantinischen Dogen und erhob seinen Bruder Beatus zum Mitdogen. Rhetorisch fragt der Autor: „War diese Revolution von 804 der Sieg einer fränkischen Partei in Venetien?“ „Noch im Jahre 805 entschlossen sich beide Duces zu strikter Unterwerfung unter das Frankenreich“ und „Im Reichsteilungsgesetz vom 6. Februar 806 wurden Venetien, Istrien und Dalmatien dem Anteile König Pippins zugewiesen“ (S. 55 f.). Eine byzantinische Flotte erschien im Frühjahr 807, Obelerius unterwarf sich, die Griechen nahmen Beatus, Christophorus von Olivolo, „den Schützling Fortunats“, und den Tribunen Felix als Geiseln mit, „einen der Hauptverschworenen von 804“. Fortunatus hatte sich bereits auf das Gerücht der herannahenden Flotte durch Flucht ins Frankenreich der Gefangennahme entzogen. Pippin, von dem Kretschmayr annimmt, er habe die Eroberung Venedigs nicht nur versucht, sondern erfolgreich zum Abschluss gebracht, verständigte sich zunächst mit Niketas zu einem bis August 808 gültigen Frieden. Beatus kehrte zurück, „in griechischem Interesse abgerichtet“, und der dritte Bruder, Valentinus, wurde ebenfalls zum Dogen erhoben. Erneut erschien 809 eine Flotte aus Konstantinopel, doch gelang es nicht, Comacchio zu erobern. Den Abzug dieser Flotte nutzte Pippin nun zum entscheidenden Angriff auf die Lagune, aus Rache für „den Abfall von 807 und die böswilligen Quertreibereien von 809“ – die Dogen hatten die fränkisch-byzantinischen Verhandlungen zum Scheitern gebracht. Nach „Heracliana im Norden, Brondolo, Chioggia, Pelestrina und Albiola im Süden“, fiel nach heftigen Kämpfen bei Albiola „auch Malamocco – daran ist kein Zweifel“. Nach Kretschmayr wurden auch die Dogen Gefangene Pippins. Rialto konnte aber vielleicht nicht erobert werden, vielleicht erlitt das Heer Pippins sogar eine Schlappe. Ansonsten glaubt der Autor, dass Rialto, „trotz aller venezianischen Fabeleien“ erobert worden sei. Venedig blieb fränkisch, auch, als eine weitere byzantinische Flotte erschien, die nur einen fränkischen Angriff auf Dalmatien abwehren konnte. In dieser Zeit kehrte Fortunatus, vor oder nach dem Frieden von Aachen, nach Grado zurück. „Konstantin Porphyrogennetos“ weiß nach Kretschmayr noch eineinhalb Jahrhunderte später nur zwei Ereignisse aus Venedigs Geschichte zu berichten, nämlich die Flucht vor Attila und die Eroberung durch Pippin (S. 58).
In seiner History of Venice von 1977 betont John Julius Norwich, der die Rezeptionsgeschichte weitgehend ignoriert, dass Fortunatus, „more bitterly opposed to the regime of the Galbaii, than even his uncle had been“, sogleich ins Frankenreich floh. Unter der angeblichen Führung des Obelerius sammelte sich die Opposition in Treviso, der schließlich 804 der Durchbruch gelang. Doch nun kam es zu Kämpfen innerhalb der Lagune, vor allem zwischen Heraclea und Malamocco, das neue Regiment geriet in eine ähnliche Situation, wie die Galbaii zuvor. Doch nun erschien Fortunatus, „fresh from the court of Charlemagne with an offer“. Dieses Angebot bestand in der Wiedereinsetzung seiner Person und der Anerkennung fränkischer Souveränität über die Lagune, im Gegenzug blieben die beiden Dogen unter fränkischem Schutz sicher im Amt. Nach Norwich hatte weder Obelerio noch sein Bruder Beatus Sympathien für die Franken, doch hatten die beiden Brüder nun kaum eine Wahl. Daher leisteten sie zu Weihnachten 805 dem Kaiser in Aachen das Homagium. Obelerius ging sogar so weit, aus den Frauen des Hofes für sich eine Ehefrau zu suchen, die für Norwich die „first Dogaressa known to history“ war.